# Antoine Parran
Antoine Parran est un jésuite, compositeur et théoricien de la musique, né à Nemours en 1587 et mort à Bourges le 24 octobre 1650.

## Biographie
Il est jésuite, admis comme novice à Nancy en 1608 ; il a enseigné la grammaire et les humanités dans le collège de cette ville.
En 1616, il part pour Bourges puis entre comme supérieur au collège de La Flèche. Il enseigne dans des collèges renommés (tels ceux de Nancy et La Flèche).
Il est essentiellement connu comme auteur d’un traité de musique bien reçu du public (il est réédité peu de temps après sa parution et se trouve fréquemment dans les bibliothèques de musique du temps). Parran a une correspondance avec Marin Mersenne vers 1639, dans une lettre où il le remercie d'avoir lu son traité avec attention, et lui signale que « le garçon de l'imprimeur a laissé en arrière une demi douzaine de fautes, que je luy avois marqué pour mettre dans l'errata… » Il continue en évoquant des publications futures qui n'ont jamais vu le jour : « Je ne sçay quand je pourray mettre soubs la presse mes pieces de musique, veu que l'impression en est si longue et si ennuyeuse ». Cette mention nous apprend donc qu’il a aussi été compositeur.

## Œuvre

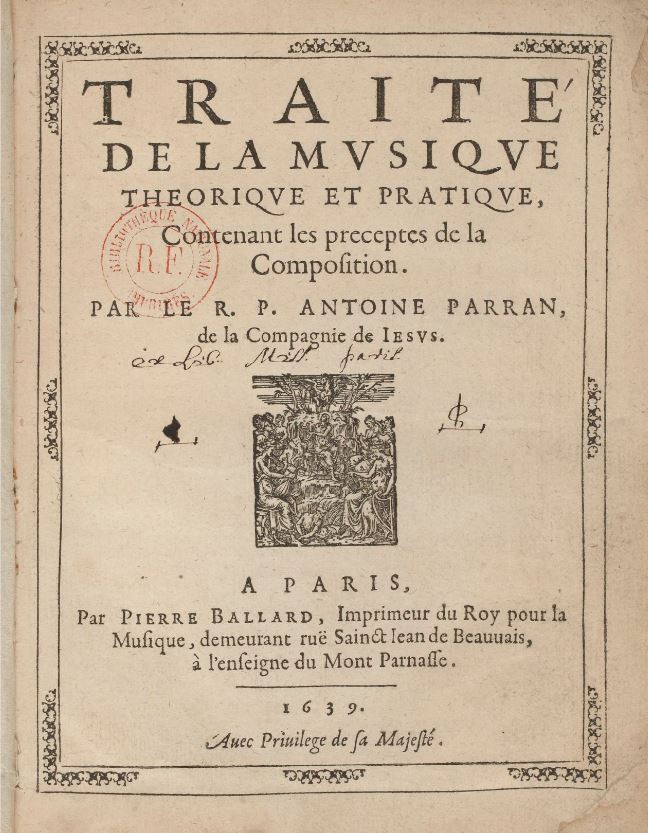
Parran - Traité de la musique, 1639

- Traité de la musique théorique et pratique contenant les préceptes de la composition, Paris, Pierre I Ballard, 1639. Numérisé sur Gallica.

Réédité en 1646 chez Robert III Ballard. RISM B-VI p. 637, Psychoyou 2003 n° PARR1, Guillo 2003 n° 1639-F et 1646-G.
Ce traité est essentiellement dévolu à l’exposé des règles de la composition ; il utilise surtout des exemples tirés de la musique d’Eustache du Caurroy et de Claude Le Jeune. Il contient des digressions sur l’histoire de la musique (fait inhabituel à l’époque) mais sans s’attarder, puisque comme il le précise dans sa dédicace au roi, « il ne faut plus que la Musique cherche ses titres d’honneur dans les pensées des Philosophes, ou Poètes anciens ». Il propose tout de même un schéma chronologique (en quatre étapes : Bible, Antiquité, Moyen-Âge et Renaissance) assez riche en détails et en noms. Il traite aussi de l’esthétique de la musique et de sa fonction sociale.